# 克利內什蒂鄉 (特列奧爾曼縣)
44°05′N 25°14′E / 44.083°N 25.233°E
克利內什蒂鄉（羅馬尼亞語：Comuna Călinești, Teleorman），是羅馬尼亞的鄉份，位於該國南部，由特列奧爾曼縣負責管轄，處於布加勒斯特西南面80公里，每年平均降雨量985毫米，海拔高度95米，2007年人口3,593。